# Ressonância magnética em tempo real
A ressonância magnética em tempo real (RT-MRI) refere-se ao monitoramento contínuo de objetos em movimento em tempo real. Tradicionalmente, a MRI em tempo real só era possível com baixa qualidade de imagem ou baixa resolução temporal. Um algoritmo de reconstrução iterativa removeu limitações. A FLASH MRI radial (em tempo real) produz uma resolução temporal de 20 a 30 milissegundos para imagens com uma resolução no plano de 1,5 a 2,0 mm.  A MRI em tempo real acrescenta informações sobre doenças das articulações e do coração . Em muitos casos, os exames de ressonância magnética tornam-se mais fáceis e confortáveis para os pacientes, especialmente para aqueles que não conseguem acalmar a respiração  ou que têm arritmia .
A imagem de precessão livre em estado estacionário balanceada (Balanced SSFP) oferece melhor contraste de imagem entre o pool de sangue e o miocárdio do que a ressonância magnética FLASH, ao custo de artefatos de banding graves quando a não homogeneidade de B0 é forte. 

## História
1977/1978 - Raymond Damadian construiu o primeiro scanner de MRI e realizou a primeira MRI de um corpo humano saudável (1977) com a intenção de diagnosticar o câncer.  Além disso, Peter Mansfield desenvolve a técnica ecoplanar, produzindo imagens em segundos e se tornando a base para MRIs rápidas. 
1983 - Introdução do espaço k por D B Twieg 
1987 - Primeira MRI do coração em tempo real é desenvolvida 
1997 - A imagem paralela com uma matriz de bobina de RF é introduzida por D K Sodickson 
1999 - A reconstrução de imagem SENSE é introduzida por K P Pruessmann 
2002 - A reconstrução da imagem GRAPPA é introduzida por Mark Griswold 

## Base física

### Visão geral

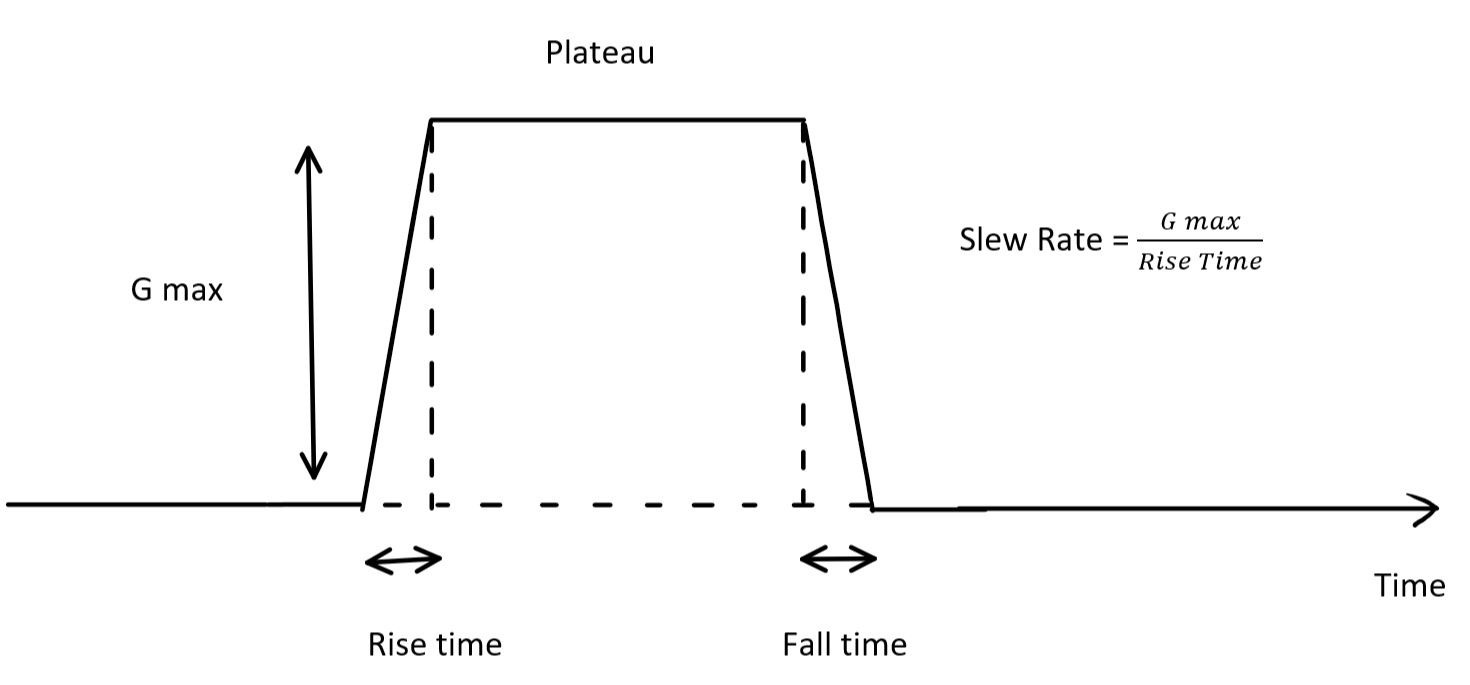
Equação para cálculo da taxa de variação e diagrama anexo

Em geral, a MRI em tempo real depende de sequências de eco de gradiente, amostragem eficiente do espaço k e métodos de reconstrução rápidos para acelerar o processo de aquisição de imagem.  As sequências de eco de gradiente apresentam tempos de eco mais curtos, uma vez que apenas um pulso de RF é necessário para cada sequência.  As bobinas de gradiente de comutação rápida modernas também exigem o aumento da taxa de variação, permitindo mudanças mais rápidas nas sequências de eco de gradiente e diminuindo o tempo de repetição . 

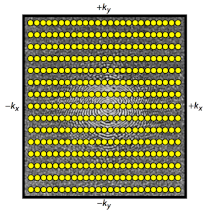
Amostragem retilínea do espaço k

### amostragem do espaço k

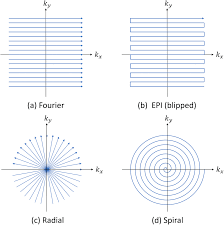
Outras trajetórias de amostragem do espaço k

A amostragem eficiente do espaço k também diminui o tempo de coleta de dados. A varredura retilínea tornou-se o método padrão de amostragem do espaço k para MRI.  Entretanto, o processo leva um tempo relativamente longo, pois usa como amostragem todo o espaço k igualmente. Devido a esse atraso, outros métodos de amostragem são usados para capturar movimento em tempo real. A imagem planar de eco de disparo único é um método de amostragem extremamente rápido no qual todos os dados da imagem de MR são coletados de um pulso de RF.  Entretanto, é importante observar que o método EPI ainda é um método de amostragem cartesiano, como a varredura retilínea, que usa como amostragem igualmente todo o espaço k. A amostragem espiral, como a EPI, requer apenas um único pulso de RF para usar como amostra todo o espaço k. Amostragens radial e espiral também são usadas como métodos para usar o espaço k como amostra de forma eficiente, sendo que a espiral também requer apenas um único pulso de RF para usar o espaço k como amostra. Tanto a amostragem radial quanto a espiral são mais eficientes do que os métodos cartesianos porque sobreamostram baixas frequências, o que permite a captura geral de movimento e melhor reconstrução de imagem em tempo real.  Assim, a amostragem radial ou espiral do espaço k são agora os métodos preferidos para reconstrução de MRI em tempo real.

### Imagem paralela

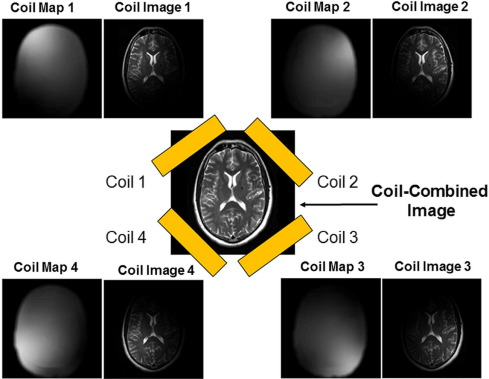
Bobinas de imagem paralela

A geração de imagens paralelas envolve a adição de diversas bobinas ao redor do alvo, com cada bobina adquirindo uma fração da imagem total. Como as GPUs modernas têm recursos de processamento paralelo, elas podem reconstruir cada parte da imagem simultaneamente. Portanto, quanto mais bobinas forem utilizadas, mais rápida será a aquisição das imagens de MR. 

### Sequências de gradiente de eco

#### FLASH MRI
Enquanto as primeiras aplicações foram baseadas na imagem ecoplanar, que encontrou uma aplicação importante na ressonância magnética funcional em tempo real (rt-fMRI),  o progresso recente é baseado na reconstrução iterativa e na <a href="https://en.wikipedia.org/wiki/FLASH_MRI" rel="mw:ExtLink" title="FLASH MRI" class="mw-redirect cx-link" data-linkid="63">FLASH MRI</a> .   O método de imagem em tempo real proposto por Uecker e colegas  combina a MRI FLASH radial,  que oferece aquisição de dados rápida e contínua, robustez de movimento e tolerância à subamostragem, com um método iterativo de reconstrução de imagem baseado na formulação da reconstrução de imagem como um problema inverso não linear .   Ao integrar os dados de múltiplas bobinas receptoras (ou seja, MRI paralela) e explorar a redundância nas séries temporais de imagens com o uso de regularização e filtragem, essa abordagem melhora o possível grau de subamostragem de dados em uma ordem de magnitude, de modo que imagens de alta qualidade podem ser obtidas com apenas 5 a 10% dos dados necessários para uma reconstrução normal de imagem.
Devido aos tempos de eco muito curtos (por exemplo, 1 a 2 milissegundos ), o método não sofre efeitos de estar fora de ressonância, de modo que as imagens não exibem artefatos de suscetibilidade nem dependem de supressão de gordura. Enquanto sequências "spoiled" FLASH  oferecem densidade de spin ou contraste T1, versões com gradientes refocalizados ou totalmente balanceados fornecem acesso ao contraste T2/T1. A escolha do tempo de gradiente eco (por exemplo, condições de fase em fase versus fase oposta) altera ainda mais a representação dos sinais de água e gordura nas imagens e permitirá filmes separados de água/gordura.

#### Precessão livre em estado estacionário balanceado
Outra sequência GRE comumente usada em RT-MRI é a precessão livre em estado estacionário balanceada (Balanced SSFP), conforme mencionado acima com gradientes balanceados.  A precessão livre em estado estacionário envolve um tempo de repetição (TR) menor que T2. Isso evita que o sinal magnético decaia completamente antes que o próximo pulso de RF seja aplicado, o que então estabelece um sinal de estado estável ao longo do tempo.  O TR curto também torna o bSSFP ideal para RT-MRI. 
A equação para o pico do sinal MR em bSSFP é dada por:
{\displaystyle M_{ss,xy}\vert _{\alpha =\alpha _{opt}}={\frac {1}{2}}M_{0}{\sqrt {\frac {1-E_{1}^{2}}{1-E_{2}^{2}}}}\approx {\frac {1}{2}}M_{0}{\sqrt {\frac {T_{2}}{T_{1}}}}}
Onde {\displaystyle M_{0}} é a magnetização inicial, {\displaystyle E_{1}=e^{-T_{1}/T_{R}}} e {\displaystyle E_{2}=e^{-T_{2}/T_{R}}} .
Portanto, o sinal de RM é proporcional a T2/T1. Materiais com T1 e T2 semelhantes, como fluidos e gordura, apresentam alto contraste T2/T1 e podem ter intensidade de sinal de até {\displaystyle 0.5M_{0}} .
O sinal bSSFP também é maior que o sinal FLASH por um fator de:
{\displaystyle {\frac {1}{\sqrt {1-E_{2}^{2}}}}} . 
Devido a esse forte contraste fluido/tecido, a RT-MRI com bSSFP se presta à obtenção de imagens cardíacas e à visualização do fluxo sanguíneo. 

### Reconstrução de imagem

#### Codificação de Sensibilidade (SENSE)
Certos algoritmos de reconstrução de imagem usados juntamente com imagens paralelas abordam os problemas potenciais que podem surgir da subamostragem do espaço k. A codificação SENSitivity (SENSE) é um método que reconstrói os dados parciais do espaço k de cada bobina e combina as imagens parciais na varredura final no domínio espacial.  As sensibilidades da bobina devem ser adquiridas primeiro antes da geração de imagens propriamente dita ou durante o processo de geração de imagens. Durante o restante da geração de imagens, o espaço k é subamostrado para pular cada outra linha, resultando em um campo de visão de metade.
Como um exemplo de dois pontos, os pixels nas imagens com aliasing originais podem ser "desdobrados" por meio das seguintes equações para gerar a varredura final:
{\displaystyle P_{1}=A\cdot S_{1A}+B\cdot S_{1B}}
{\displaystyle P_{2}=A\cdot S_{2A}+B\cdot S_{2B}}
por dois pontos, {\displaystyle A} e {\displaystyle B}, na imagem final. {\displaystyle P_{1}} e {\displaystyle P_{2}} denotam o sinal de imagem para a imagem com aliasing. {\displaystyle S_{1A}} e {\displaystyle S_{1B}} são os valores de sensibilidade para a bobina 1 nos pontos {\displaystyle A} e {\displaystyle B}, respectivamente, e {\displaystyle S_{2A}} e {\displaystyle S_{2B}} são os valores de sensibilidade para a bobina 2 nos pontos {\displaystyle A} e {\displaystyle B}, respectivamente. 

#### Aquisição Paralela Parcial Autocalibrada GeneRizada (GRAPPA)
Outro algoritmo de reconstrução usado é o GeneRalized Autocalibrating Partial Parallel Acquisition (GRAPPA). O GRAPPA preenche os dados do espaço k subamostrados no domínio do espaço k antes de reconstruir a imagem final.  As linhas que passam pelo centro do espaço k são totalmente analisadas, normalmente junto com a imagem real, para fornecer a região do sinal de auto-calibração (ACS). Os fatores de ponderação são calculados usando o ACS, e esses fatores refletem as distorções específicas da bobina que cada bobina aplica no domínio de frequência do campo de visão completo. Em seguida, os dados do espaço k preenchidos passam pela transformada inversa de Fourier para construir imagens parciais e sem aliasing. Essas imagens são então simplesmente combinadas diretamente no domínio espacial. 
Se os dados do espaço k não forem cartesianos, a reconstrução será computacionalmente mais difícil, pois a transformada rápida de Fourier (FFT) requer valores cartesianos. Normalmente, os dados do espaço k devem ser reanalisados em coordenadas cartesianas antes de aplicar a FFT. O GRAPPA pode resolver essas questões obtendo grandes quantidades de dados de calibração; no entanto, as reconstruções mais rápidas geralmente exigirão dados cartesianos. 

### Relação sinal-ruído
Por fim, na reconstrução paralela de imagens há outro fator a ser considerado, que é a relação sinal-ruído (<a href="https://en.wikipedia.org/wiki/Signal-to-noise_ratio_(imaging)" rel="mw:ExtLink" title="Signal-to-noise ratio (imaging)" class="cx-link" data-linkid="118">SNR</a>). O SNR para imagens paralelas pode ser calculado usando a seguinte equação:
{\displaystyle SNR_{parallel}={\frac {SNR_{MRI}}{g{\sqrt {R}}}}} 
Em que {\displaystyle R} é o fator de aceleração e {\displaystyle g} é o fator de geometria espacialmente dependente (proporcional ao número de bobinas usadas ou às interações entre bobinas). Portanto, quanto mais bobinas forem utilizadas, mais rápido será o processo de geração de imagens e mais interações entre bobinas; portanto, menor será o SNR. 

## Aplicações

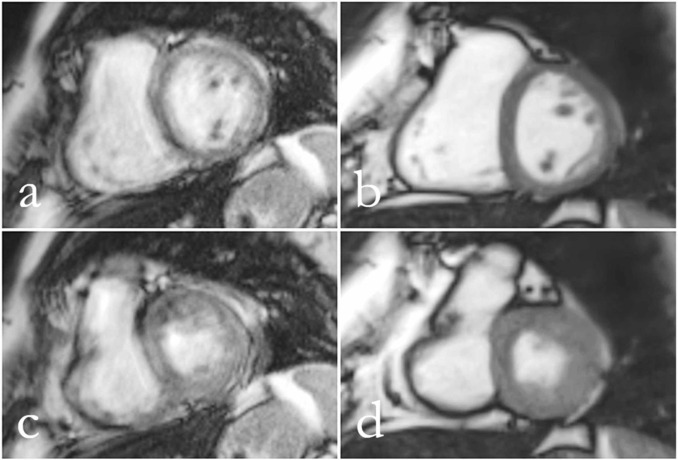
(a,c) CINE e (b,d) RT CMR a 1,5 T de um paciente com fibrilação atrial em uma visão SA ventricular média durante a diástole final (a,b) e a sístole final (c,d). As imagens CINE apresentam qualidade diagnóstica reduzida (pontuação 1), enquanto as imagens RT apresentam boa qualidade diagnóstica.

### MRI cardíaca
Embora as aplicações da MRI em tempo real abranjam um amplo espectro que vai desde estudos não médicos de fluxo turbulento  até à monitorização não invasiva de procedimentos intervencionistas (cirúrgicos), a aplicação mais importante que faz uso das novas capacidades é a imagiologia cardiovascular .  A MR cardíaca (CMR) anterior usava técnicas de cinema para capturar o movimento periódico do coração. Entretanto, isso não é viável para pacientes com arritmia, onde o ciclo cardíaco é imprevisível.  Com o novo método é possível obter filmes do coração batendo em tempo real com até 50 quadros por segundo durante a respiração livre e sem a necessidade de sincronização com o eletrocardiograma .  Um estudo realizado por Laubrock et al.  demonstrou que a RT-MRI produziu imagens de maior qualidade com um SNR mais alto do que a cine CMR com uma sequência bSSFP e amostragem radial do espaço k. A RT-MRI também elimina a necessidade de prender a respiração durante a obtenção de imagens, proporcionando uma experiência mais confortável para o paciente. 

### MRI musculoesquelética
Além da MRI cardíaca, outras aplicações em tempo real lidam com estudos funcionais da cinética articular (por exemplo, articulação temporomandibular,  joelho e punho  ) ou abordam a dinâmica coordenada dos articuladores, como lábios, língua, palato mole e pregas vocais durante a fala ( fonética articulatória )  ou a deglutição .  A imagem musculoesquelética, em particular, se beneficia da observação em tempo real. Pesquisadores da Escola de Medicina Grossman da NYU  desenvolveram uma luva RT-MRI para imagens do movimento da mão. A luva usa bobinas de alta impedância para evitar a geração de correntes parasitas a partir de campos magnéticos que mudam rapidamente e bSSFP para tempos de geração de imagens rápidos. Bobinas de alta impedância eliminam a necessidade de conformações de bobina específicas e blindagem de gradiente ativa. 

### Procedimentos invasivos guiados por MRI
Aplicações em MRI intervencionista, que se refere ao monitoramento de procedimentos cirúrgicos minimamente invasivos, são possíveis pela alteração interativa de parâmetros como posição e orientação da imagem. Esta aplicação é particularmente útil quando uma imagem 3D do tecido é necessária durante a cirurgia.  É necessário um monitor na sala para o médico usar durante o procedimento, bem como o uso de instrumentos cirúrgicos seguros para ressonância magnética. Isso inclui cerâmica, plástico ou titânio, que é um metal paramagnético . Utilizando bSSFP e imagens paralelas com múltiplas bobinas, foram alcançadas taxas de quadros de 5 a 10 quadros por segundo, permitindo a visualização de procedimentos cardíacos. 
Um acelerador linear de MRI (LINAC) pode gerar imagens de tumores e órgãos na mesa. A radioterapia guiada por ressonância MRI (MRgRT) é limitada devido aos altos custos e aos custos de pessoal necessários para cada tratamento e porque o benefício clínico em comparação com as plataformas de radioterapia convencionais não foi estabelecido. 

### Imagens paralelas
Bobinas de imagem paralelas estão disponíveis para imagens do tronco e do coração, mas ainda não são padronizadas para outras partes do corpo. As configurações de bobinas dinâmicas para imagens de fala e musculoesqueléticas são áreas chave para a pesquisa atual. 

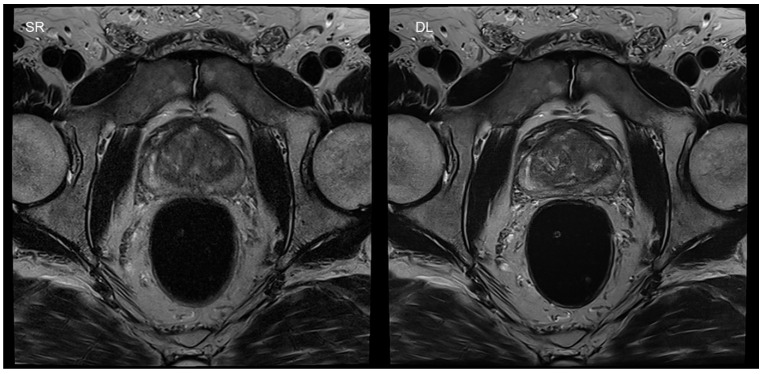
Reconstrução padrão (esquerda) x reconstrução com DL (direita) para uma varredura turbo spin-echo ponderada em T2 da próstata

### Aprendizado de máquina
A reconstrução de imagens em RT-MRI se beneficia do aprendizado de máquina (ML) ou aprendizado profundo (DL). Um kernel não linear, ou função de mapeamento, pode ser desenvolvido a partir do ACS para preencher os dados do espaço k e gerar a imagem final.  Esse processo como um todo acelera significativamente o processo de MRI. A segmentação de imagens ou identificação de lesões pode ser alcançada por meio de aprendizado de máquina. No aprendizado profundo, com uma rede neural convolucional, a função de mapeamento pode ser especificada pela rede. ML e DL melhoram a resolução da imagem, bem como a velocidade da imagem. 

### Scanners de alto desempenho e baixo campo
Os scanners de MRI de alto desempenho e baixo campo também são uma área de desenvolvimento.  Esses scanners operam em intensidades de campo magnético relativamente baixas, como 0,35 T ou 0,55 T. Muitas sequências de aquisição de RT-MRI, como bSSFP, sofrem efeitos significativos fora da ressonância. Os efeitos de estar fora da ressonância aumentam linearmente com a intensidade do campo B0, portanto, minimizar B0 também minimiza esses efeitos que podem levar a artefatos e distorção da imagem.  Isso permite TRs mais longos, o que abre a porta para uma gama mais ampla de métodos de amostragem de espaço k e designs de sequência.  Finalmente, os scanners de MRI de menor força reduzirão os perigos associados ao aquecimento de implantes metálicos e diminuirão o custo da ressonância magnética. 

## Links externos
- Informações relacionadas da Sociedade Max Planck
- Ressonância magnética em tempo real da execução de trompa (Sarah Willis)